# Blepharita immaculata
Blepharita immaculata là một loài bướm đêm trong họ Noctuidae.